# Protestos antirracistas nos Estados Unidos em 2020
Os protestos contra a morte de George Floyd ou protestos antirracistas nos Estados Unidos são uma série de protestos e agitação social que tiveram início na cidade de norte-americana de Minneapolis em 26 de maio de 2020. Os protestos começaram em reação ao assassinato de George Floyd, um afro-americano de 46 anos que morreu durante uma detenção em que Derek Chauvin, um polícia do Departamento de Polícia de Minneapolis, se ajoelhou sobre o pescoço de Floyd durante cerca de oito minutos enquanto três outros polícias observavam.
A agitação social teve início com protestos na Região Metropolitana de Minneapolis-Saint Paul em apoio ao movimento Black Lives Matter, que rapidamente se alastraram a nível nacional e a mais de 2 000 cidades em mais de 60 países. Os protestos prolongaram-se ao longo dos meses de junho e julho. Estima-se que à data de 3 de julho tivessem já participado entre 15 e 26 milhões de pessoas nos protestos nos Estados Unidos, o que os torna os maiores protestos na História do país.
Embora a maioria dos protestos tenham sido pacíficos, em algumas cidades os protestos foram acompanhados de tumultos, pilhagens, e confrontos com a polícia. Vários elementos da polícia responderam aos protestos com violência, incluindo violência contra jornalistas. Face à intensa agitação social, em 3 de junho pelo menos 200 cidades norte-americanas tinham imposto recolher obrigatório e mais de 30 estados tinham mobilizado cerca de 62 000 efetivos da Guarda Nacional. Em 30 de junho, tinham sido detidas pelo menos 14 000 pessoas, entre as quais os quatro agentes da polícia envolvidos na detenção que resultou na morte de George Floyd.
Os protestos deram origem a numerosas propostas de lei a nível municipal, estadual e federal, com o objetivo de combater a má conduta da polícia, o racismo institucional, a imunidade qualificada e a brutalidade policial nos Estados Unidos. Ao mesmo tempo, o governo de Trump tem sido amplamente criticado pela resposta de linha-dura e militarizada e retórica agressiva. Os protestos levaram à remoção de várias estátuas e memoriais e alterações de nomes em todo o mundo. Os protestos ocorreram durante a pandemia de COVID-19.

## Antecedentes
Em 25 de maio de 2020, às 20:08, horário local, oficiais do MPD responderam a uma ligação do 911 sobre uma ocorrência de "falsificação" em andamento na Chicago Avenue South, no bairro Powderhorn, Mineápolis. Segundo a polícia, George Floyd, um afro-americano de 46 anos, estaria em um carro próximo e parecia ser o suspeito. Um porta-voz do departamento de polícia disse que os policiais ordenaram que ele saísse do veículo, momento no qual ele supostamente resistiu fisicamente à abordagem. Um vídeo feito por uma testemunha mostra Floyd sendo removido de seu veículo sem qualquer iniciativa de arrosto.
Segundo o MPD, os policiais "foram capazes de algemar o suspeito e notaram que ele parecia estar sofrendo de problemas médicos". Uma ambulância foi chamada. No entanto, uma transmissão ao vivo do Facebook, gravada por um espectador, mostrou que Derek Chauvin, um policial branco de 48 anos, sufocou Floyd no chão e estava ajoelhado em seu pescoço. Os policiais são ensinados que este tipo de contenção,  com um indivíduo em posição de bruços,  é "intrinsecamente perigosa". Floyd repetidamente diz a Chauvin "Por favor" e "Não consigo respirar", enquanto uma testemunha afronta o policial: "Você o derrubou. Deixe ele respirar". Floyd então afirma que estava "prestes a morrer", levando Chauvin a sugerir para que ele relaxasse. Depois de algum tempo, um presente indica que Floyd estava sangrando pelo nariz enquanto outro espectador notifica à polícia que Floyd não estaria "resistindo à prisão no momento". A polícia reage, anuindo que Floyd estava "falando, ele está bem". O espectador responde dizendo que Floyd "não está bem". Um outro presente então protesta que a polícia estava impedindo Floyd de respirar, exortando-os a tirá-lo do chão: "você poderia tê-lo colocado no carro agora. Ele não está resistindo à prisão ou a nada. Você está gostando. Olhe para você. Sua linguagem corporal".
Floyd fica quieto e imóvel, no entanto, Chauvin não levanta o joelho do pescoço de Floyd. Uma ambulância chega e Chauvin não tira o joelho até os serviços médicos de emergência colocarem Floyd em uma maca. Chauvin esteve ajoelhado no pescoço de Floyd por cerca de sete minutos, quatro minutos depois que Floyd parou de se mover. Os médicos não conseguiram detectar um pulso e Floyd foi declarado morto no hospital.

## Repercussão cronológica

### Primeiro dia: 26 de maio
Os protestos surgiram durante o meio-dia de 26 de maio, horário local, um dia após a morte de Floyd. Centenas de pessoas marcharam até a delegacia da 3ª Delegacia do MPD para expressar seu descontentamento com a polícia de Mineápolis. O protesto se tornou violento quando a 3ª Delegacia foi vandalizada com tinta spray; os carros da polícia também foram depredados. No que parecia ser um impasse por volta das 20:00, na mesma noite, a polícia em equipamento anti-motim disparou balas de borracha e agentes químicos contra manifestantes, os quais, em represália, desferiram garrafas de água contra.

### Segundo dia: 27 de maio
Os protestos continuaram em 27 de maio, inclusive na Chicago Avenue South. Por volta das 18 horas, a polícia disparou balas de borracha e gás lacrimogênio perto da Avenida Hiawatha e da Rua Lake, enquanto manifestantes destruíam janelas da delegacia. No começo da noite, um homem branco, usando equipamento de proteção preto, respirador com máscara facial e portando um guarda-chuva, caminhou casualmente até um estabelecimento Autozone ao lado do departamento de polícia e talou as janelas do prédio com um martelo. Usuários de mídias sociais alegaram que o homem logrado de um guarda-chuva remontaria a, na verdade, um policial disfarçado do Departamento de Polícia de Saint Paul; o Departamento de Polícia de Saint Paul emitiu uma declaração via Twitter negando as contestações, retratando-se.

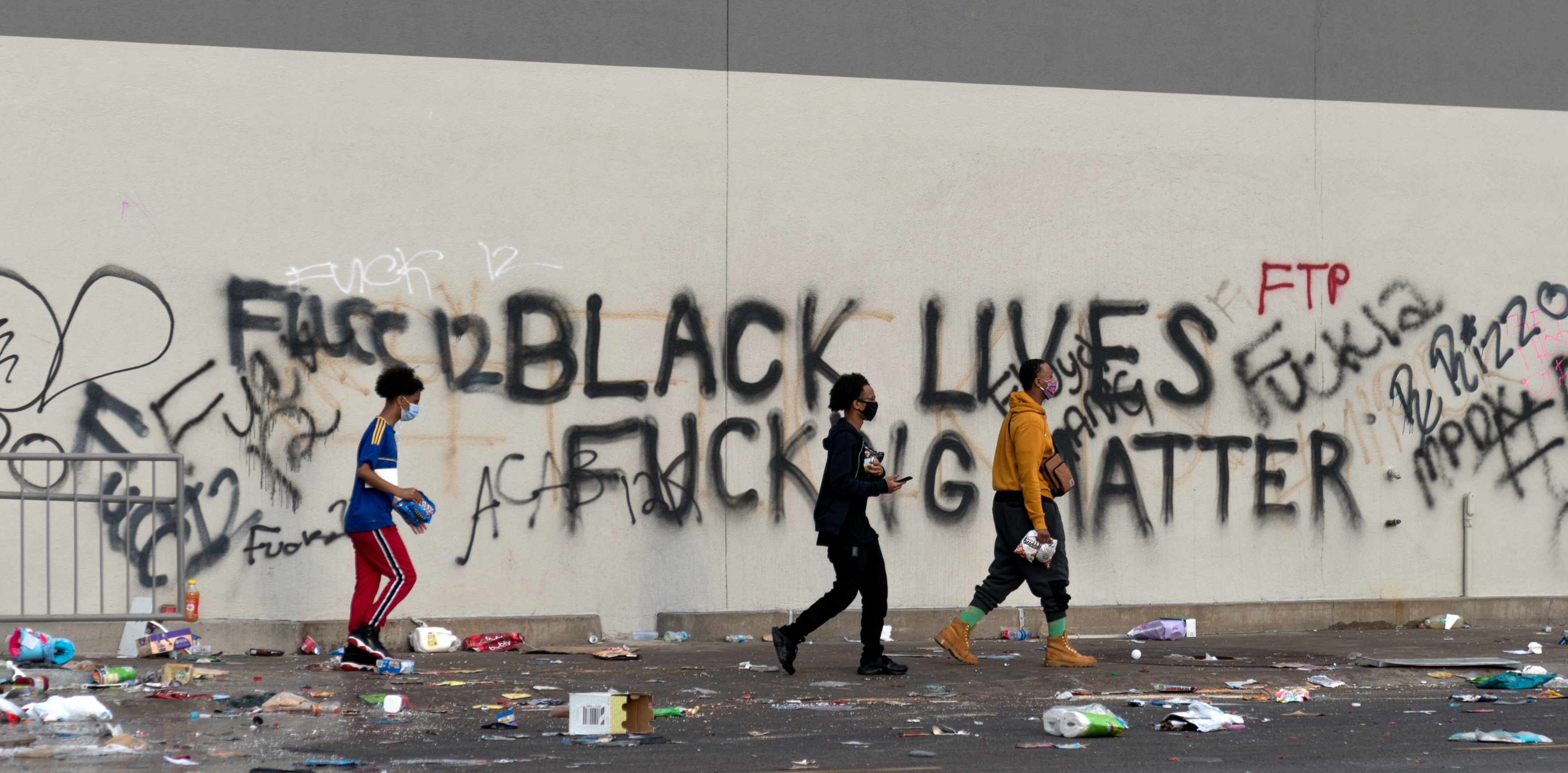
Grafites com os dizeres que "Vidas Negras Importam", lema do movimento social de mesmo nome dos EUA, em uma loja da Target, que fora saqueada na Lake Street, Mineápolis, na manhã de 28 de maio.

Mais tarde, à noite, vídeos circularam no Twitter, Facebook e outras plataformas de mídia social, exibindo o comercio, Autozone, em carbonização da East Lake Street. Uma loja Target nas proximidades foi saqueada extensivamente por uma multidão de pelo menos 100 pessoas. Naquela noite, um homem foi morto a tiros por um dono de uma loja de penhores que acreditava que ele estivesse roubando seu negócio. O proprietário, de 59 anos, foi preso em conexão com a morte.

### Terceiro dia: 28 de maio

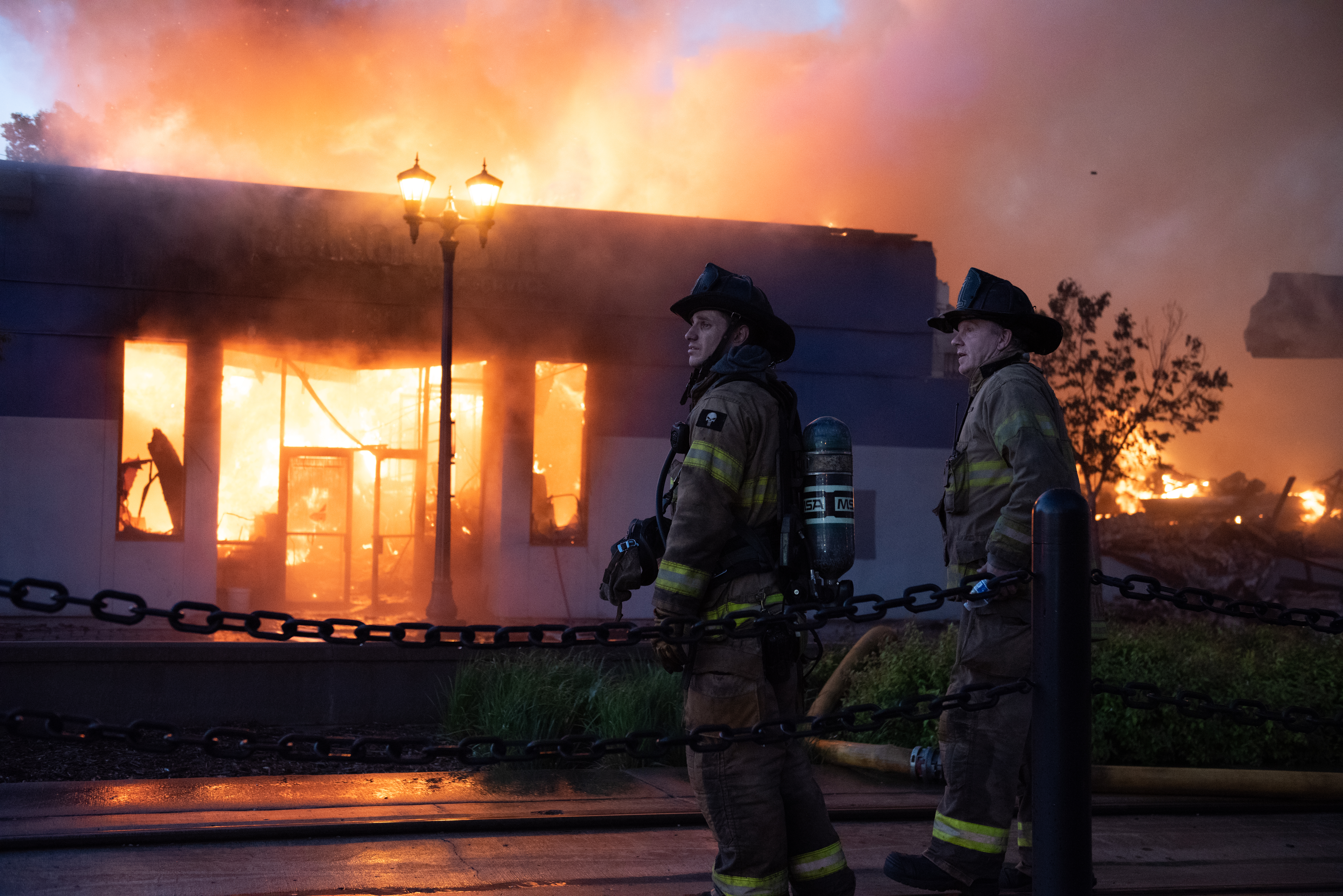
Bombeiros observando os danos em Mineápolis na tarde de 28 de maio.

Estado de emergência foi declarado em Mineápolis em 28 de maio pelo prefeito Jacob Frey, e 500 soldados da Guarda Nacional de Minnesota foram enviados para a área.
Pela manhã, mais de 30 empresas em Mineápolis foram danificadas por manifestantes. Em Saint Paul, uma loja da Dollar Tree e outra da Target foram saqueadas, e um restaurante da Wendy foi incinerado. O Departamento de Polícia de Saint Paul informou que 170 empresas foram danificadas ou saqueadas na quinta-feira, e dezenas de incêndios foram destilados. Na noite de 28 de maio, revoltosos perto da Delegacia de Polícia do 3º Distrito incendiaram prédios próximos por dois lados. As cercas ao redor da instalação foram demolidas. Então, a polícia no local usou gás lacrimogêneo contra os militantes, enquanto as tensões e as chamas continuavam. O prédio da Terceira Delegacia foi invadido por manifestantes no final da noite, sendo ulteriormente queimado.

### Quarto dia: 29 de maio
Não havia presença da polícia, bombeiros ou suporte médico na área onde os tumultos incoaram-se, por volta das 10:00 da noite do horário local em 28 de maio, e continuou a não ter presença até as primeiras horas de 29 de maio. Às 1:30 da manhã no horário local, em 29 de maio, o prefeito Frey realizou uma conferência de imprensa sobre o alvoroço e condenou as ações dos saqueadores como "inaceitáveis". Frey disse que os indivíduos envolvidos na algazarra serão "responsabilizados" pelos danos causados à comunidade e que Mineápolis é "forte como o inferno".
Mais tarde naquela manhã, às 5:11, o repórter da CNN Omar Jimenez, descendente de afro-americanos e colombianos, e a equipe de filmagem que o acompanhava foram presos por oficiais da Patrulha Estadual de Minnesota, quando Jimenez fazia a cobertura televisionada ao vivo. Jimenez se identificou a si e a equipe como jornalistas. As autoridades disseram que a equipe não seguiu as ordens e a deteve. A CNN divulgou um comunicado dizendo que a prisão violou os direitos da Primeira Emenda dos repórteres, obtestando sua libertação imediata. A equipe foi libertada cerca de uma hora depois, após uma intervenção do governador de Minnesota, Tim Walz.
Em 29 de maio, o presidente Donald Trump indicou no Twitter que enviaria os militares a Mineápolis para controlar os tumultos, se o governador não pudesse; isso ocorreu depois que o governador Walz assinou uma ordem executiva para enviar a Guarda Nacional de Minnesota a Mineápolis, oficialmente para proteger propriedades e permitir que os bombeiros locais fizessem seu trabalho. Essa medida segue a publicação de Trump no início do dia, na qual ele criticou "o prefeito da esquerda radical muito fraco, Jacob Frey", e sua falta de controle sobre o desastre.
No final da tarde, o governador Walz impôs um toque de recolher para as cidades de Mineápolis e Saint Paul, que seria executado a partir das 8:00 às 18:00 nos dias de 29 de maio até 30 de maio. O prefeito de Mineápolis, Jacob Frey, também emitiu um toque de recolher semelhante. Kirk Varner, diretor de notícias da KSTP-TV, afiliada local da ABC, divulgou um comunicado depois que surgiram alegações de que o repórter Rich Reeve estaria incitando a violência ao reproduzir ruídos de tiros em seu telefone para promover uma reação. Em uma tentativa de impedir que as teorias da conspiração circulassem nas mídias sociais, a emissora divulgou o vídeo na íntegra, mostrando um homem que estava disparando uma arma ao ar enquanto manifestantes atravessavam paralelamente, pelo qual Reeve posteriormente ilustrou para manifestantes próximos para informar-se acerca do incidente.
Derek Chauvin foi acusado de homicídio de terceiro grau e homicídio culposo em 29 de maio. Apesar do anúncio das acusações e do novo toque de recolher, a insurreição foi reerguida novamente na noite de sexta-feira e bem no início da manhã de sábado, com Ben Crump, advogado representante da família de Floyd, altercando que "Esperávamos uma acusação de assassinato em primeiro grau. Queremos uma acusação de assassinato em primeiro grau. E queremos ver os outros policiais presos". A presença da polícia era supostamente "indetectável", pois a violência em Mineápolis se expandiu rapidamente até pouco antes da meia-noite, quando policiais, soldados estaduais e membros da Guarda Nacional começaram a confrontar manifestantes com gás lacrimogêneo e força em massa. A Associated Press informou que o Pentágono recebeu ordens de preparar tropas, que seriam enviadas às cidades gêmeas. As autoridades haviam declarado que os 350 policiais no local do tumulto eram amplamente superados em número pelas multidões.

### Quinto dia: 30 de maio
O governador Walz realizou uma conferência de imprensa às 1:30 da manhã, no dia 30 de maio. "Isso não é lamentável, e isso não está fazendo uma declaração... isso é fatal, perigoso para as forças mais qualificadas para lidar com isso", afirmou a autoridade. "Não se trata da morte de George. É sobre o caos causado." O prefeito de Mineápolis também esteve presente na conferência de imprensa e pediu aos manifestantes que fossem para suas casas, relatando que "Se você se preocupa com a sua comunidade, precisa acabar com isso. Precisa parar".

### Sexto dia: 31 de maio
No domingo, pelo início da manhã, Paul Schnell, comissário do Departamento de Correções de Minnesota, declarou que a o cenário nas cidades gêmeas está majoritariamente controlado. "Hoje, nós sentimos que tudo correu muito melhor", contou Paul, numa conferência, cotejando o caos instalado na sexta e ao sábado. Ainda, reportou que a aderência ao estalão do toque de recolher teria se saído satisfatória, testemunhando que houve um "nível tremendo de apoio da comunidade [...], por mais difícil que seja em uma sociedade aberta e civil". Prosseguindo, aditou que não viu "um incêndio em grande escala" senão pela incineração de um veículo na Interstate 35 e lançamentos pontuais de coquetéis molotov.
Episódios de violência, de fato, foram menos intensos durante o domingo, de acordo, também, com o que assentem autoridades estadunidenses; John Harrington, comissário de Segurança Pública, anuiu que 55 prisões teriam sido efetuadas ao longo de 2 a.m., e mais 40 a 50 durante a trilha das 6h. Um policial foi quase baleado, mas permaneceu incólume.
À tarde, manifestantes executaram um comício, intitulado "Justice for George Floyd", na frente do Capitólio Estadual. Coordenadores do protesto e integrantes do evento condenaram a brutalidade da polícia e pleitearam a prisão de outros três policiais encabeçados na cena de assassinato de Floyd. Ademais, na direção oeste da Interstate 94, um agrupamento, por volta das 17 horas (local), convocou atenção geral por demandar cobertura de tal rota, em sentido oeste, a fim de abonar a segurança dos envolvidos.
Apesar da redução de incidentes fatais, houve depravação estrutural de estabelecimentos; 75 lojas foram danificadas ou quebradas, e 3 pessoas foram detidas em Winconsin, estado postado ao lado de Minnesota.
Acumulando os resultados de sábado e domingo, houve, em Minnesota, pelo menos 113 prisões, que podem ou não estar ligadas dos protestos de parte nobre. Tais consequências se dão por implementações divulgadas como vigentes a partir de sábado, claramente mais efervescentes, vide o toque de recolher. O governador Walz reiterou múltiplas vezes que as ações da polícia estavam sob seu mando, e qualquer crítica deveria recair sobre si.
O toque de recolher, neste domingo, arrancaria das 20h, sendo encerrado às 6h, aplicando-se a apenas Mineápolis e Saint-Paul; outras cidades, por intermédio de suas respectivas jurisdições, validaram sanções que manteriam-se até as 8h de segunda.
Residentes de bairros mais afetados, dada a ocorrência sem precedentes, chegaram a restringir o contato com suas casas, ou mesmo a barricar ruas de acesso.

## Protestos em outras localidades

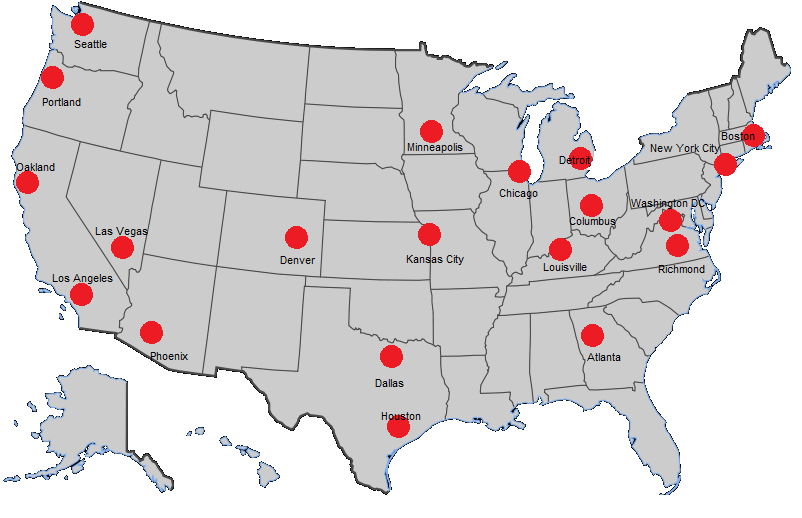
Áreas com mais de 100 manifestantes em 30 de maio de 2020

Houve protestos simultâneos em outras cidades estadunidenses catalisando aqueles que buscavam justiça pela morte de Floyd e Black Lives Matters, e se manifestando contra a brutalidade policial, incluindo Atlanta, Charlotte, Denver, Los Angeles, Phoenix, Richmond, Virginia, e Washington, D.C..
A maior parte desses protestos foi harmônica, mas vários deles se tornaram fervorosos à medida que a violência e os desafios nas cidades  aumentava:
- Atlanta, Geórgia: uma marcha pacífica foi planejada para 29 de maio no Centennial Olympic Park/ e contou com a presença de centenas de reivindicadores. Os manifestantes marcharam para o CNN Center, que depois foi vandalizado por si.[77] À medida que as tensões entre manifestantes e polícia aumentavam, esta os repulsou com o lançamento de gás lacrimogêneo. Os manifestantes dispararam garrafas de água, ovos e outros objetos nos policiais. Os manifestantes também vandalizaram o Hall da Fama do Futebol Americano Universitário, queimaram carros da polícia e deturparam negócios. Dois policiais ficaram feridos nos desencontros contumazes.[78] À meia-noite de 30 de maio, o governador Brian Kemp declarou estado de emergência no condado de Fulton e autorizou 500 membros da Guarda Nacional a ajudar na aplicação da lei na cidade.[79] Às 2:12 da manhã, um vídeo foi enviado ao Twitter mostrando o que parecia ser uma criança em equipamento anti-motim implantado fora do Lenox Mall.[80][81] Líderes negros locais, incluindo a prefeita Keisha Lance Bottoms e o rapper e ativista Killer Mike, criticaram os atos de conturbação;[82]

- Bakersfield, Califórnia: centenas de pessoas[b] protestaram no centro de Bakersfield na sexta-feira. Um homem de 31 anos, Michael Tran, atropelou manifestantes, atingindo um jovem de 15 anos. Tran foi preso por tentativa de assassinato;[84]

- Boston, Massachusetts: um grupo de centenas de manifestantes reuniu-se em Peters Park na quinta-feira no que começou como uma manifestação pacífica, mas entrou em conflito com a polícia depois que várias dezenas de conjurados se ajuntaram ao redor da delegacia de polícia próxima ao quarto distrito. Vários manifestantes foram destoados com gás de pimenta.[85][86] No mesmo dia, um grupo de cerca de trinta manifestantes se amontoou nas calçadas da cidade vizinha de Framingham,[87] e várias centenas de pessoas protestaram pacificamente em Springfield no dia seguinte;[88]

- Bowling Green, Kentucky: pessoas protestaram do lado de fora do Departamento de Polícia de Bowling Green.[89] Durante o protesto, James Hunton, 24 anos, bateu em um manifestante com uma caminhonete Silverado e foi detido.[89] A polícia afirma que Hunton "tinha espaço de sobra... para evitar atropelar manifestantes" e que, quando perguntado a respeito da tentativa em atingi-lo, Hunton respondeu: "Havia manifestantes bloqueando a [expressão obscena] estrada; eles mereciam ser atingidos. Qualquer um faria".[c] Hunton foi preso, acusado de ameaça grave no primeiro grau (um crime no Kentucky) e levado para a cadeia regional do condado de Warren;[90]

- Charlotte, Carolina do Norte: centenas de manifestantes marcharam pela Beatties Ford Road;[91]

- Chicago, Illinois: os manifestantes bloquearam o tráfego na 38th Street e na Chicago Avenue;[92]

- Cincinnati, Ohio: os manifestantes bloquearam o tráfego na Interestadual 75;[93]

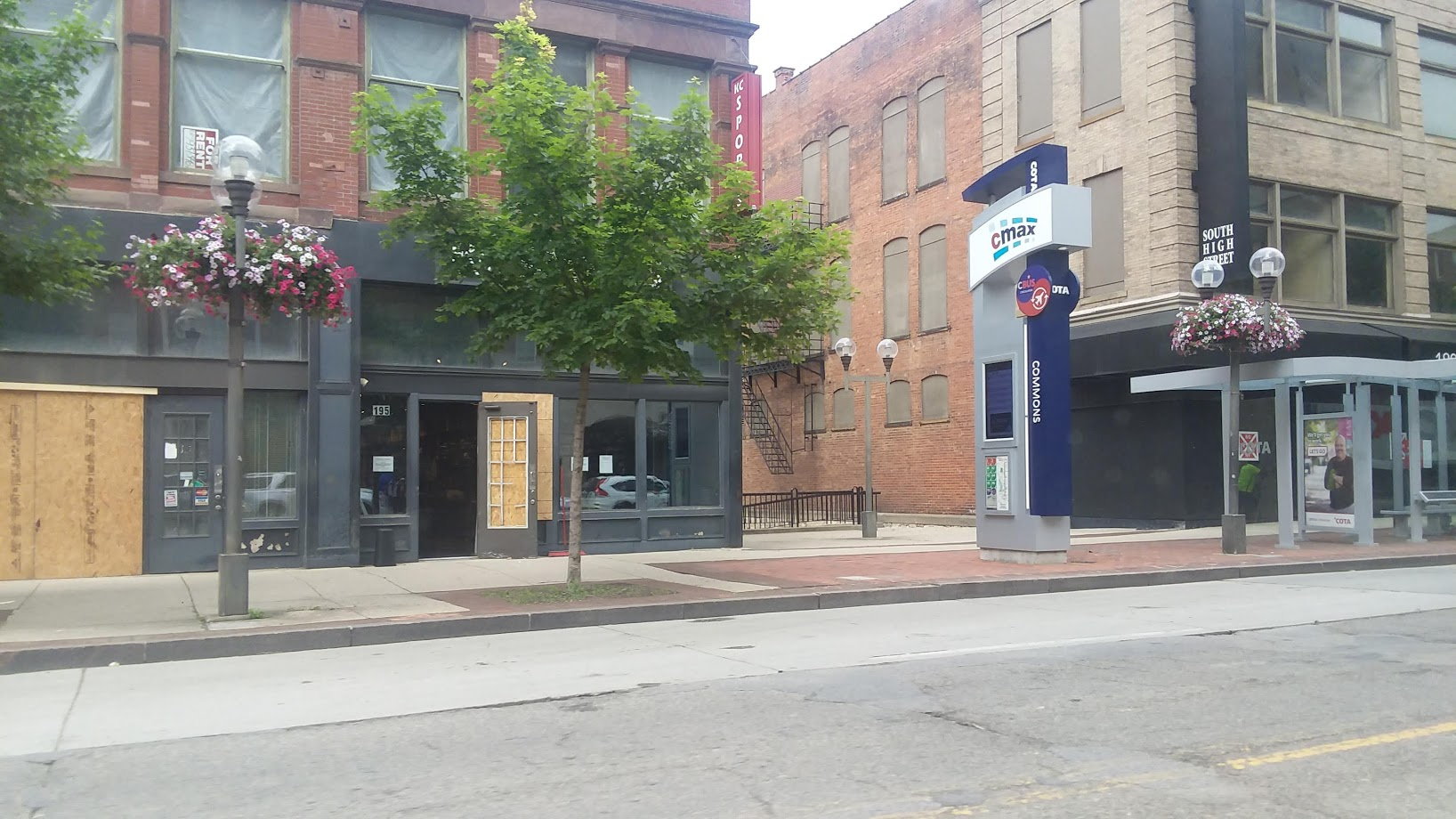
Empresas no centro de Columbus, Ohio, que foram danificadas pelos distúrbios.

- Columbus, Ohio: manifestantes invadiram o prédio da capital do estado e vandalizaram várias empresas.[94][95][96][97] Por volta das 7:00 no horário local, os manifestantes obstaram o tráfego na Interestadual 71, perto da 15th Street. Os protestantes, pela tarde, começaram a jogar garrafas, levando a polícia a dispersar spray de pimenta na multidão. Alguns manifestantes jogaram o spray de pimenta de volta nos policiais. Os manifestantes começaram a jogar ovos, fogos de artifício, bombas de fumaça, jarros de água e sapatos. A polícia conseguiu levar os manifestantes de volta às ruas N. High e State St., nas quais alguns manifestantes deformaram janelas de empresas e pontos de ônibus,além de amolgar as portas e janelas da frente do Ohio Statehouse, com alguns obtendo entrada para o Statehouse, o edifício do Capitólio estadual. Em N. High St. e Town St., alguns manifestantes começaram a adentrar negócios e conchavar saques em uma loja de conveniência local. Além disso, arrancaram latas de lixo e caixas de correio de suas montarias.[98] O Teatro de Ohio também foi danificado. A Associação Columbus para as Artes Cênicas estimou o prejuízo em US$ 15 000;[99]

- Dallas, Texas: quase mil pessoas protestaram em frente à sede da polícia local;[100]

- Denver, Colorado: os manifestantes marcharam por quatro horas, bloqueando o tráfego na Interestadual 25 e manifestando-se no Capitólio do estado do Colorado.[101] Vários tiros foram disparados de lá, e a polícia arremeteu balas de borracha e lançou gás contra a multidão.[102] Um vídeo parece mostrar um veículo atingindo intencionalmente um manifestante, que havia entrado no capô do carro. Não está claro o que ocorreu antes disso - de acordo com a mulher que filmou o incidente, o homem pulou em cima do veículo antes de começar a filmar.[103] Três policiais ficaram feridos em confrontos com manifestantes, um dos quais teve recorrer a um hospital. Nenhuma das lesões causava risco de vida. 13 manifestantes foram presos;[104]

- Des Moines, Iowa: centenas de manifestantes entraram em conflito com a polícia no centro da cidade.[105] Gás lacrimogêneo e spray de pimenta foram utilizados;

- Detroit, Michigan: centenas de pessoas protestaram no centro de Detroit. Um manifestante de 19 anos no centro da cidade foi atingido por tiros de um Dodge Durango cinza.[106] A vítima foi transportada para o hospital, onde posteriormente foi ratificada morta;[107]

- Eugene, Oregon: centenas de pessoas protestaram no centro;[108]

- Fort Wayne, Indiana: multidões se reuniram do lado de fora do tribunal em uma manifestação pacífica que se tornou violenta depois que a polícia disparou gás lacrimogêneo em combalimento. Alguns estabelecimentos foram vandalizados;[109]

- Houston, Texas: grandes números protestaram em Houston. O prefeito Turner suplicou por uma unidade e paz;[110]

- Indianapolis, Indiana: manifestantes e policiais entraram em conflito no centro da cidade.[111] Balas de gás lacrimogêneo e borracha foram empregadas para dispensar a multidão;

- Kansas City, Missouri: centenas de manifestantes marcharam do Country Club Plaza para o Westport, onde a polícia agiu com spray de pimenta em réplica;[112]

- Las Vegas, Nevada: centenas de manifestantes se aglomeraram na Las Vegas Strip, levando a 40 prisões e ferimentos de dois policiais;[113]

- Los Angeles, Califórnia: milhares de manifestantes convergiram na 110 Freeway, desativando-a temporariamente. Vários manifestantes acabaram entrando em contenda com a polícia, o que suscitou dois feridos;[114]

- Louisville, Kentucky: em 28 de maio, os manifestantes exigiram justiça pela morte de Breonna Taylor. Cerca de 500 a 600 integrantes marcharam pela cidade naquela noite.[115] Mais tarde, durante o protesto, sete participantes foram baleadas por um atirador(es), possivelmente não identificáveis, com uma vítima gravemente ferida.[116] Durante a noite de 29 de maio, houve mais protestos, com a contemplação de centenas de pessoas. Uma mulher sofreu uma parada cardíaca como resultado da inalação de gás lacrimogêneo e dois jornalistas foram feridos por balas de borracha disparadas por policiais;[117]

- Memphis, Tennessee: manifestações silenciosas de cerca de 40 pessoas que protestavam contra a morte de Floyd, Breonna Taylor, no Kentucky, e Ahmaud Arbery, na Georgia, conduzindo a "destemperos verbais" com a polícia de Memphis e dois contra-manifestantes do grupo do Facebook "Confederate 901".[118] Em 27 de maio, os manifestantes fecharam a Union Avenue, perto do McLean Boulevard;[119]

- Milwaukee, Wisconsin: dezenas de manifestantes bloquearam as estradas e organizaram uma procissão de veículos que percorreu vários quilômetros. Houve relatos de saques e rebeliões no Walgreen's;[120]

- Nova Orleans, Louisiana: cerca de 50 pessoas protestaram no cruzamento das avenidas North Claiborne e Esplanade;[121]

- Nova York: quase 100 manifestantes encontraram-se na Union Square em 28 de maio; 72 foram presos,[122] cinco dos quais foram acusados de agredir policiais, em razão do lesionamento de numerosas forças destes. Os manifestantes marcharam até a prefeitura e interromperam o tráfego na parte baixa de Manhattan.[123][124][125] Em Manhattan, um manifestante rematou um soco no rosto de um oficial, enquanto outro jogou uma lata de lixo, atingindo outra autoridade na cabeça.[126] Os manifestantes também jogaram garrafas em policiais.[127] No dia seguinte, 29 de maio, os protestos pacíficos foram retomados em torno da Praça Foley, em Manhattan, mas depois os manifestantes entraram em conflito com a polícia no Barclays Center, no Brooklyn, e destruíram dois veículos da polícia no bairro de Fort Greene. Também tentaram violar a 79ª delegacia em Bedford-Stuyvesant, Brooklyn, mas foram repelidos. Disputas adicionais ocorreram, ainda, no Fort Greene Park. Doze policiais ficaram feridos durante os confrontos e pelo menos 200 foram presos.[128] Usuários de mídias sociais fizeram reivindicações de policiais disfarçados teoricamente infiltrados em meio aos protestos. Tais indivíduos estão identificados pelo uso de faixas brancas nos braços e câmeras corporais. Esse sistema de código de cores está alinhado com normativas usadas pela polícia;[129]

- Oakland, Califórnia: em 29 de maio, centenas de manifestantes se reuniram perto da sede do Departamento de Polícia de Oakland, no centro de Oakland. Alguns militantes dispararam fogos de artifício e jogaram garrafas na polícia. A polícia disparou granadas e bombas de gás lacrimogêneo contra a multidão. Muitas empresas da região foram saqueadas ou sofreram detrimento em suas janelas. Várias dezenas de manifestantes bloquearam o tráfego na Interestadual 880, sujeitando o tráfego nas duas direções a cessar-se por cerca de meia hora.[130] O departamento de polícia de Oakland relatou prisões, mas não forneceu detalhes específicos. Um oficial dos Serviços de Proteção Federal foi morto após sofrer ferimentos nocivos;[131]

- Phoenix, Arizona: centenas de pessoas protestaram, com a polícia usando spray de pimenta em combate;[132]

- Portland, Oregon: centenas participaram de uma vigília de George Floyd no norte de Portland. Mais tarde, começou um protesto maior, composto por milhares, que resultou em Portland declarar estado de emergência depois que engendrou-se um tumulto;[133][134]

- Richmond, Virgínia: em 29 de maio, um grupo de centenas de manifestantes reuniu-se perto de Monroe Park no que começou como uma marcha pacífica; todavia, tendeu a um confronto com a polícia da Virginia Commonwealth University, a polícia da cidade de Richmond e a polícia do Capitólio da Virgínia.[135] Um carro da polícia da VCU foi incendiado e destruído.[136] No subúrbio de Chesterfield, um policial da Comarca de Chesterfield foi baleado por um cidadão oposto à figura de George Floyd;[137]

- Sacramento, Califórnia: centenas de pessoas protestaram pacificamente no Franklin Boulevard;[138]

- San Jose, Califórnia: em 29 de maio, centenas de manifestantes bloquearam o tráfego na Rodovia 101 e depois marcharam para a prefeitura;[139][140]

- Seattle, Washington: moradores anelavam marchar em resposta à morte de Floyd em 30 de maio.[141] No dia anterior, começaram a protestar vandalizando janelas da Amazon Go Store;[142]

- St. Louis, Missouri: centenas de manifestantes marcharam para o centro;[143]

- Washington, D.C.: a Casa Branca entrou em confinamento na noite de sexta-feira de 29 de maio de 2020 em resposta aos protestos que chegaram aos portões;[144]

- Windermere, Flórida: mais de 200 manifestantes se congregaram ao lado de fora da casa de verão de Chauvin.[145]

## Mortes
Até o dia 11 de julho de 2020, 26 pessoas já tinham morrido durante os motins e protestos:
- Em 27 de maio de 2020, Calvin Horton Jr. faleceu depois de ser fatalmente atingido durante um protesto;[151]

- Em 29 de maio de 2020, um homem foi letalmente alvejado em Detroit;[152]

- Em 30 de maio, em Oakland, um oficial do FPS, Federal Protective Service, foi baleado e morto do lado de fora de um tribunal federal;[153]

- Em 30 de maio, em St. Louis, um homem morreu depois de ficar preso entre os pneus de um caminhão da FedEx na Interestadual 44;[154]

- Em 30 de maio, em Chicago, um homem foi assassinado e outras cinco pessoas ficaram lesionadas durante manifestações;[155]

- Em 30 de maio, em Omaha, um homem foi fatalmente atingido durante protestos;[156]

- Em 31 de maio, durante a madrugada, duas pessoas foram fatalmente alvejadas durante conflitos violentos no centro de Indianapolis.[157]

## Reações

### Políticas
Em 27 de maio de 2020, o presidente Donald Trump tweetou: "A meu pedido, o FBI e o Departamento de Justiça já estão investigando a morte muito triste e trágica de George Floyd, em Minnesota...".
Em 29 de maio, Trump, em mérito aos tumultos protendidos, mencionou Jacob Frey como "muito fraco", e que, senão contivesse as iniciativas ilídimas, ele encaminharia às cidades a Guarda Nacional, acrescentando que "qualquer dificuldade e nós iremos assumir o controle, mas, quando os combates começarem, o tiroteio começará". O tweet foi interpretado como uma citação ao ex-chefe da polícia de Miami Walter Headley, que falou que "quando os saques começam, os tiros começam" em dezembro de 1967, ocasião em que Miami viu tensões crescentes em 1968 com protestos raciais durante a Convenção Nacional Republicana.
Foi visto pelo Twitter como um incitamento à violência, sendo posteriormente colocado atrás de um aviso de interesse público pelo site por violar seus termos de serviço em relação ao incitamento à violência. O tweet de Trump e a moderação do Twitter advieram no mesmo dia em que Trump assinou sua "Ordem Executiva para Prevenir a Censura Online", com a intenção de limitar a proteção que a Seção 230 da Lei de Decência das Comunicações concedeu a empresas de mídia social como o Twitter por seu suposto viés anti-conservador, dois dias após o Twitter ter tachado duas postagens de Trump sobre a votação por correio com avisos "potencialmente enganosos". Os opositores de Trump criticaram a ordem como uma ação de retaliação contra o Twitter pelos avisos, que surgiram em meio a reclamações de longa data a respeito de sua atividade no Twitter e a proferição de "alegações falsas, enganosas e acusatórias sobre diversos tópicos". Alguns juristas notaram que a ordem poderia abrir empresas de mídia social e redimensionar a responsabilidade remetente a declarações enviadas por Trump sobre plataformas de tal gênero, que poderiam ser cunhadas como difamatórias ou caluniosas, resultando em subalternação mais rigorosa de seus tweets, ou mesmo em uma proibição total do uso do Twitter. Após a marcação efetuada pelo Twitter em 28 de maio, Trump reportou em outro tweet: "A seção 230 deve ser revogada pelo Congresso. Até lá, será regulamentada!".
No dia seguinte, Trump comentou novamente em seu tweet original, dizendo: "Saques levam a tiros, e é por isso que um homem foi baleado e morto em Mineápolis na noite de quarta-feira - ou, veja o que aconteceu em Louisville com 7 pessoas baleadas. Não quero que isso aconteça, e é isso que a expressão divulgada na noite passada significa...".
Nas primeiras horas da manhã de 30 de maio de 2020, o Pentágono colocou as forças de policiais militares de Fort Bragg e Fort Drum na ativa, preparando-se para se posicionar em Mineápolis.
No dia 1º de junho o presidente Donald Trump realizou um anúncio em frente à Casa Branca, durante a qual declarou ser "um aliado dos protestantes pacíficos" e se comprometeu a mobilizar a Polícia Militar do país para acabar com os protestos violentos através da Lei da Insurreição de 1807. No dia seguinte, o Pentágono confirmou que 1 600 soldados foram movidos para a área de Washington, D.C., apesar de protestos por alguns oficiais do Pentágono.

### Relatórios de empresas e mídia

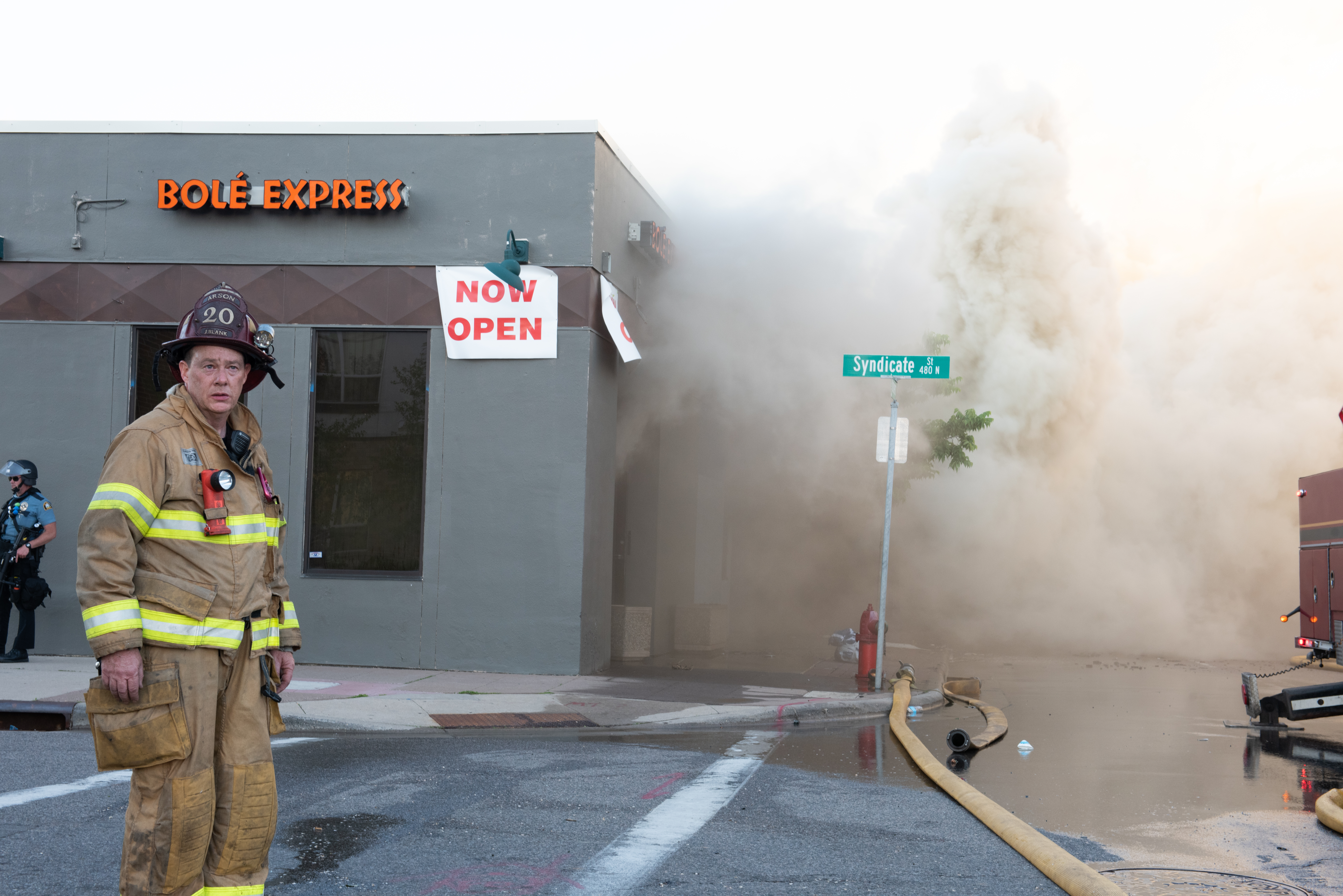
Um bombeiro de St. Paul fica do lado de fora de um prédio ainda fumegante em 28 de maio.

Mais de 100 empresas de Mineápolis, mais de 40 em Saint Paul e cerca de sete nos subúrbios vizinhos sofreram danos de algum porte.
A revista Reason escreveu que a polícia falhou em proteger as empresas locais dos saqueadores, argumentando que houve insuficiência em funções essenciais: proteger as pessoas e proteger a propriedade.
Na manhã de 29 de maio, a Target fechou temporariamente 24 de suas lojas na área das cidades gêmeas e reabriu todas, exceto seis, ainda no mesmo dia.

### Organizações
O Departamento de Saúde de Minnesota levantou preocupações de que os protestos possam acentuar a pandemia de COVID-19 em andamento.